# Alexandros Ypsilantis den yngre
Alexandros Ypsilantis, Alexander Ypsilantis eller Ypsilanti (grekiska: Αλέξανδρος Υψηλάντης; rumänska: Alexandru Ipsilanti; ryska: Александр Константинович Ипсиланти), född 12 december 1792, död 31 januari 1828, var en grekisk frihetskämpe. Han var bror till Demetrios Ypsilantis.
Han kom med sin far Konstantinos Ypsilantis till Ryssland 1805, där han blev officer vid hästgardet och kom i gunst hos tsar Alexander. Han utmärkte sig i krigen 1812–1813 och blev överste 1814 och generalmajor 1817. I februari 1820 blev han chef för hetairian. 
I mars 1820 höjde han upprorsfanan i Moldavien men led i juni ett förkrossande nederlag vid Drăgăşani och var tvungen att fly året därpå. Han var i österrikisk fångenskap fram till 1827.